# Brestnica (obwód Łowecz)
Brestnica (bułg. Брестница) – wieś w Bułgarii, w obwodzie Łowecz, w gminie Jabłanica. Według danych szacunkowych Ujednoliconego Systemu Ewidencji Ludności oraz Usług Administracyjnych dla Ludności, 15 września 2022 roku miejscowość liczyła 1142 mieszkańców.

## Zabytki
Na terenie wsi wpisana do rejestru zabytków przyrodniczych jest jaskinia Syewa dupka, znajdująca się na liście stu obiektów turystycznych Bułgarii. 

## Osoby związane z miejscowością

### Urodzeni
- Lalu Ganczew (1914–1981) – bułgarski polityk
- Najden Wyłczew (1927) – bułgarski pisarz